# Lamprosema bonitalis
Lamprosema bonitalis là một loài bướm đêm trong họ Crambidae.